# Michel Araújo
Michel Daryl Araújo Villar (Colonia del Sacramento, 28 settembre 1996) è un calciatore uruguaiano, attaccante del Bahia.

## Caratteristiche tecniche
È un centravanti.

## Carriera
Cresciuto nel settore giovanile del Racing Montevideo, ha esordito il 17 settembre 2016 con la maglia del Villa Teresa in occasione del match di campionato perso 3-0 contro il Cerrito.

## Palmarès

### Competizioni statali
- Taça Rio: 1

Fluminense: 2020
- Campionato Baiano: 1

Bahia: 2025

### Competizioni nazionali
- Coppa del Brasile: 1

San Paolo: 2023
- Supercoppa del Brasile: 1

San Paolo: 2024

### Individuale
- Capocannoniere della Coppa di Lega emiratina: 1

2021-2022